# Paleolit

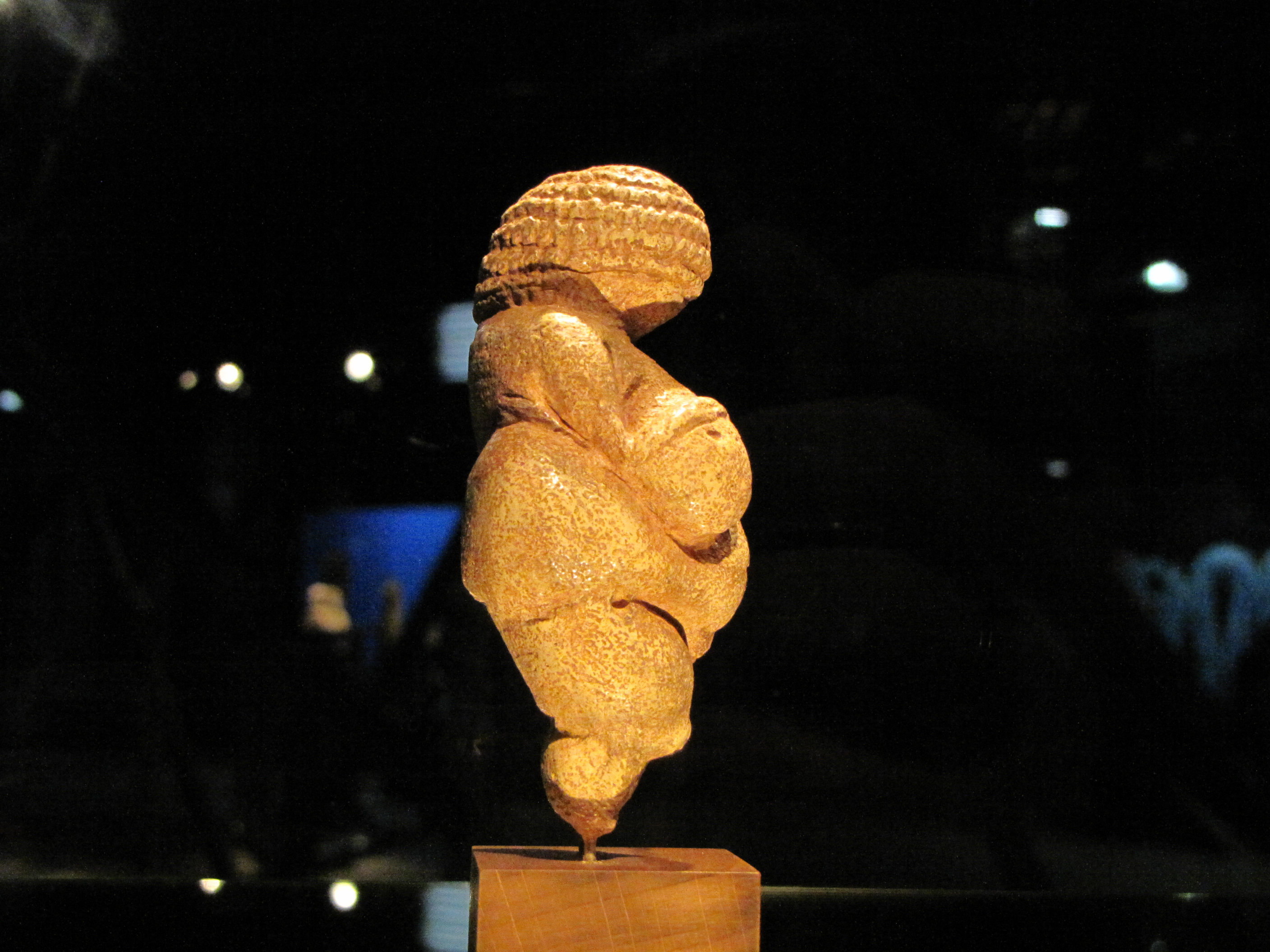
Wenus z Willendorfu (2011)

Paleolit (gr. παλαιός, palaiós 'stary', λίθος, líthos 'kamień'), starsza epoka kamienia, epoka kamienia łupanego – pierwszy okres epoki kamienia, jedna z epok prehistorii, najstarszy i najdłuższy etap w dziejach rozwoju społeczności ludzkiej. Rozpoczyna się z chwilą pojawienia się form przedludzkich zdolnych do wytwarzania prymitywnych narzędzi (otoczaki, pięściaki i rozłupce). W historii geologicznej odpowiada epoce plejstocenu (2,58 mln – 11,7 tys. lat temu) i początkowi holocenu.
Termin „paleolit” wprowadził w 1865 angielski etnolog John Lubbock.
Paleolit dzieli się na:
- paleolit dolny – (od ok. 2,5-2,0 mln – do ok. 120 tys. lat temu)
- paleolit środkowy – (od ok. 350-300 tys. – do ok. 40 tys. lat temu)
- paleolit górny – (od ok. 40 tys. lat temu – do ok. 14 tys. lat p.n.e.)
- paleolit późny – (od ok. 14 tys. – do 8 tys. lat p.n.e.)

## Paleolit dolny (ok. 2,5 mln lat – ok. 120 tys. lat temu)
Paleolit dolny to okres trwający ok. 3 mln lat. W tym czasie, ok. 2,5 mln lat temu, przedstawiciele form przedludzkich zaczynają wytwarzać prymitywne narzędzia kamienne (narzędzia otoczakowe). Najstarsza znana kultura to kultura Olduvai rozwijająca się w północno-zachodniej Tanzanii; tam otoczaki i rozłupce znaleziono obok szczątków Homo habilis.
Znaleziska w Lomekwi 3 nad Jeziorem Turkana w Kenii dokonane w 2015 r. przesuwają okres wytwarzania narzędzi znacznie wcześniej. Wykopano około 20 dobrze zachowanych artefaktów, w tym kowadła, rdzenie i odłupki pochodzące z okresu 3 mln 300 tys. lat temu. Na powierzchni znaleziono dodatkowe 130 artefaktów. W jednym przypadku zespół Soni Harmand był w stanie dopasować płatek do jego rdzenia, sugerując, że wczesny człowiek wykonał i wyrzucił narzędzie na miejscu. Narzędzia były ogólnie dość duże – większe niż najstarsze znane narzędzia kamienne, odkryte w 1992 r. w Gona oraz w regionie Afar w Etiopii. Największe waży 15 kg i mogło być używane jako kowadło. Według Soni Harmand okazało się, że twórcy narzędzi celowo wybrali duże, ciężkie bloki mocnego kamienia, ignorując mniejsze bloki z tego samego materiału znalezionego w okolicy. Wykluczyła możliwość, że narzędzia były w rzeczywistości naturalnymi formacjami skalnymi, mówiąc: „Artefakty były wyraźnie obstukiwane, nie były wynikiem przypadkowego pęknięcia skał”. Analiza sugeruje, że rdzenie były obracane, gdy odpadały płatki. Cel narzędzi znalezionych w Lomekwi 3 jest niejasny, ponieważ kości zwierzęce znalezione w tym miejscu nie noszą żadnych oznak aktywności wczesnych ludzi.
W Etiopii w 1992 r. znaleziono narzędzia otoczakowe wyprodukowane prawdopodobnie ok. 2,5 mln lat temu przez Australopithecus afarensis. Świadczyłoby to o tym, że obok gatunków Homo także australopiteki posiadały umiejętność wytwarzania narzędzi. Prawdopodobnie już 1,6 mln lat temu człowiek posiadł umiejętność wykorzystywania ognia. Kultura Olduvai przetrwała ok. 2-1,5 mln lat i została zastąpiona przez kulturę aszelską. Z kulturą aszelską wiąże się umiejętność wznoszenia pierwszych schronień mieszkalnych. Ok. 1 mln lat temu znikają z powierzchni Ziemi ostatnie australopiteki, od tego momentu Ziemię zamieszkuje szybko rozprzestrzeniający się rodzaj Homo.
W 2018 r. opublikowano kolejne znaleziska, które przesuwają okres migracji i wytwarzania narzędzi znacznie wstecz. W Chinach odkryto narzędzia datowane na 2 mln 100 tys. lat temu. Robin Dennell, archeolog z Uniwersytetu w Sheffield w Anglii stwierdził: „Wykazaliśmy, że najwcześniejsze dowody spoza Afryki mają co najmniej 2,1 miliona lat, a zatem są starsze o 250 tys. lat – czyli o 10 tys. pokoleń – niż Dmanisi w Gruzji”.

### EkspansjaHomo
Około 1,8 mln lat temu rozpoczyna się wielka migracja rodzaju Homo z Afryki, początkowo do Azji i Europy, później na pozostałe kontynenty. Najstarsze znaleziska z tego okresu pochodzą z Chin (1,9 mln lat), Gruzji (1,7 mln lat), Hiszpanii (1,2 mln lat) i z Palestyny (900 tys. lat temu). W Europie kultura ta pojawia się dopiero ok. 500 tys. lat temu. Około 200 tys. lat temu pojawiła się kultura mustierska i trwa do ok. 40 tys. lat temu.

### Zdobycze ewolucyjne
- australopiteki zdobywają umiejętność posługiwania się najprostszymi narzędziami (narzędzia otoczakowe)
- formy przedludzkie ewoluują, co prowadzi do powstania rodzaju Homo
- człowiek paleolitu rozwija umiejętność posługiwania się narzędziami, powstaje pierwszy przemysł otoczakowy (kultura Olduvai)
- człowiek zaczyna się rozprzestrzeniać na inne kontynenty
- człowiek zaczyna szukać schronienia przed niesprzyjającymi warunkami zewnętrznymi – wykorzystuje jaskinie i zaczyna budować pierwsze schronienia
- człowiek poznaje przydatność ognia

## Paleolit środkowy (ok. 250 lub 200 tys. – ok. 40 tys. lat temu)
W paleolicie środkowym paleoantropy (Homo neanderthalensis) udoskonaliły techniki obróbki kamienia, używały broni miotanej (dzidy, oszczepy) i stworzyły zalążki kultury duchowej, obrządek pogrzebowy, przechowywanie czaszek przodków, rytualny kanibalizm.
Według najnowszych badań datowany jest na 200 tysięcy lat.

## Paleolit górny (ok. 40 tys. – ok. 14 tys. lat p.n.e.)

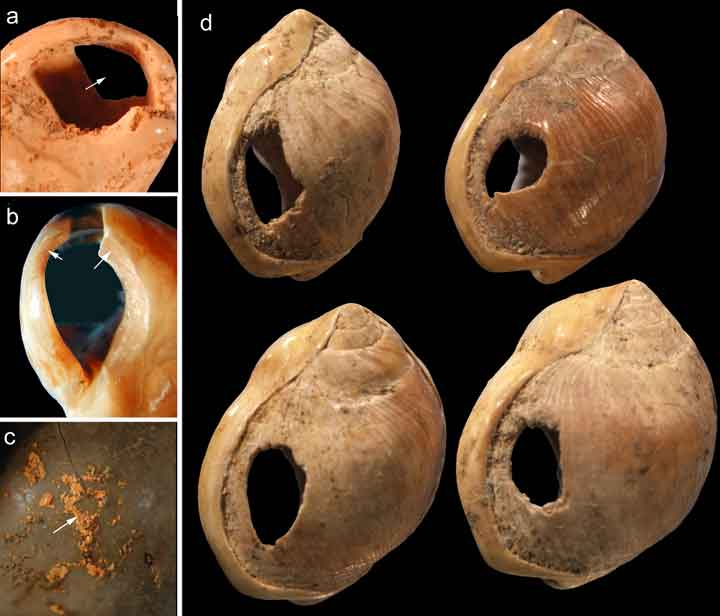
Muszle Nassarius kraussianus znalezione w jaskini Blombos, z widocznymi otworami wykonanymi narzędziem. Muszle znalezione w jaskini Blombos w warstwie mułu sprzed 75 000 lat

W paleolicie górnym pojawiły się neoantropy (Homo sapiens fossilis) odpowiadające zarówno pod względem budowy fizycznej, jak i potencjalnych możliwości umysłowych człowiekowi współczesnemu.
Nastąpił wówczas gwałtowny rozwój technik krzemieniarskich, rozkwitł przemysł rogowy i kościany, rozpoczęto stosowanie wyszukanych strategii myśliwskich (m.in. zaczęto używać łuku do polowania) i nowych form budownictwa mieszkalnego. Powstała sztuka, plastyka figuralna, zdobnictwo i ornamentacja na narzędziach.

## Paleolit późny (ok. 14 tys. lat p.n.e. do 8 tys. lat p.n.e.)
Ostatni etap paleolitu, ograniczony do Niżu Środkowoeuropejskiego i sąsiadującego z nim pasma wyżyn. Cofnięcie się lądolodu skandynawskiego pobudziło wówczas żyjące na tym obszarze grupy ludzi do ekspansji na obszary położone na nizinach. Doszło do wykształcenia nowych kultur:
- magdaleńskiej
- kultura hamburska
- kultura z liściakami

Około 12 tysięcy lat temu dochodzi do udomowienia psa, 10 tysięcy lat temu zaczyna się rozwijać rolnictwo i hodowla zwierząt, a 8 tysięcy lat temu powstają pierwsze miasta, dając początek wielkim cywilizacjom, a tym samym kończąc prehistoryczny etap rozwoju ludzkości.